# Pey
Pey é uma comuna francesa na região administrativa da Nova Aquitânia, no departamento Landes. Estende-se por uma área de 13,76 km². Em 2010 a comuna tinha 705 habitantes (densidade: 51,2 hab./km²).